# CERH Champions League 2000-2001
La CERH Champions League 2000-2001 è stata la 36ª edizione della massima competizione europea di hockey su pista riservata alle squadre di club, la 5ª con tale denominazione. Il torneo ha avuto inizio il 4 novembre 2000 e si è concluso il 29 aprile 2001.
Il titolo è stato conquistato dal Barcellona per la tredicesima volta nella sua storia.

## Squadre partecipanti
| Nazione     | Club             | Città              | Qualificazione                                                                      |
| ----------- | ---------------- | ------------------ | ----------------------------------------------------------------------------------- |
| Austria     | Dornbirn         | Dornbirn           | 1º nel campionato austriaco 2000, campione d'Austria                                |
| Francia     | Quévert          | Quévert            | 2º nel Nationale 1 1999-2000                                                        |
| Francia     | SCRA Saint-Omer  | Saint-Omer         | 1º nel Nationale 1 1999-2000, campione di Francia                                   |
| Francia     | Vaulx-en-Velin   | Vaulx-en-Velin     | 3º nel Nationale 1 1999-2000                                                        |
| Inghilterra | Herne Bay United | Herne Bay          | 1º in Roller Hockey Premier League 1999-2000, campione d'Inghilterra                |
| Italia      | Bassano 54       | Bassano del Grappa | 3º in Serie A1 1999-2000, semifinale dei play-off                                   |
| Italia      | Novara           | Novara             | 1º in Serie A1 1999-2000, vince i play-off, campione d'Italia                       |
| Italia      | Prato Primavera  | Prato              | 2º in Serie A1 1999-2000, finale dei play-off                                       |
| Portogallo  | Barcelos         | Barcelos           | 2º in 1ª Divisão 1999-2000                                                          |
| Portogallo  | Benfica          | Lisbona            | 3º in 1ª Divisão 1999-2000                                                          |
| Portogallo  | Porto            | Porto              | 1º in 1ª Divisão 1999-2000, campione del Portogallo                                 |
| Spagna      | Barcellona       | Barcellona         | Campione d'Europa in carica e 1º in División de Honor 1999-2000, campione di Spagna |
| Spagna      | Igualada         | Igualada           | 3º in División de Honor 1999-2000                                                   |
| Spagna      | Liceo La Coruña  | La Coruña          | 2º in División de Honor 1999-2000                                                   |
| Spagna      | Reus Deportiu    | Reus               | 4º in División de Honor 1999-2000                                                   |
| Svizzera    | Ginevra          | Ginevra            | 1º in Lega Nazionale A 1999-2000, campione di Svizzera                              |
| Svizzera    | Thunerstern      | Thun               | 3º in Lega Nazionale A 1999-2000                                                    |
| Svizzera    | Uttigen          | Uttigen            | 2º in Lega Nazionale A 1999-2000                                                    |

## Risultati

### Primo turno
| Squadra 1  | Totale | Squadra 2      | Andata | Ritorno |
| ---------- | ------ | -------------- | ------ | ------- |
| Bassano 54 | 25 - 5 | Vaulx-en-Velin | 11 - 2 | 14 - 3  |
| Dornbirn   | 1 - 31 | Reus Deportiu  | 1 - 14 | 0 - 17  |

### Ottavi di finale
| Squadra 1       | Totale | Squadra 2        | Andata | Ritorno |
| --------------- | ------ | ---------------- | ------ | ------- |
| Bassano 54      | 5 - 13 | Novara           | 0 - 5  | 5 - 8   |
| Ginevra         | 4 - 15 | Benfica          | 2 - 7  | 2 - 8   |
| Igualada        | 9 - 4  | Prato Primavera  | 6 - 3  | 3 - 1   |
| Porto           | 27 - 4 | Herne Bay United | 13 - 2 | 14 - 2  |
| Quévert         | 5 - 15 | Barcelos         | 2 - 6  | 3 - 9   |
| Reus Deportiu   | 3 - 5  | Barcellona       | 0 - 0  | 3 - 5   |
| SCRA Saint-Omer | 1 - 18 | Liceo La Coruña  | 0 - 12 | 1 - 6   |
| Uttigen         | 5 - 16 | Thunerstern      | 1 - 8  | 4 - 8   |

### Fase a gironi

#### Girone A
| Squadra  | Pt | G | V | N | P | GF | GS | DG |
| -------- | -- | - | - | - | - | -- | -- | -- |
| Barcelos | 8  | 6 | 4 | 0 | 2 | 21 | 17 | +4 |
| Benfica  | 6  | 6 | 2 | 2 | 2 | 22 | 23 | -1 |
| Igualada | 5  | 6 | 2 | 1 | 3 | 16 | 13 | +3 |
| Porto    | 5  | 6 | 2 | 1 | 3 | 19 | 25 | -6 |

| Prima giornata   |     |          |
| Benfica          | 2–0 | Igualada |
| Porto            | 4–3 | Barcelos |
| Seconda giornata |     |          |
| Benfica          | 7–4 | Porto    |
| Igualada         | 7–1 | Barcelos |
| Terza giornata   |     |          |
| Barcelos         | 2–0 | Igualada |
| Porto            | 5–5 | Benfica  |
| Quarta giornata  |     |          |
| Barcelos         | 4–1 | Porto    |
| Igualada         | 3–3 | Benfica  |
| Quinta giornata  |     |          |
| Barcelos         | 4–1 | Benfica  |
| Igualada         | 6–2 | Porto    |
| Sesta giornata   |     |          |
| Benfica          | 4–7 | Barcelos |
| Porto            | 3–0 | Igualada |

#### Girone B
| Squadra         | Pt | G | V | N | P | GF | GS | DG  |
| --------------- | -- | - | - | - | - | -- | -- | --- |
| Liceo La Coruña | 9  | 6 | 3 | 3 | 0 | 28 | 16 | +12 |
| Barcellona      | 8  | 6 | 3 | 2 | 1 | 30 | 7  | +23 |
| Novara          | 7  | 6 | 3 | 1 | 2 | 22 | 17 | +5  |
| Thunerstern     | 0  | 6 | 0 | 0 | 6 | 10 | 50 | -40 |

| Prima giornata   |      |                 |
| Liceo La Coruña  | 3–3  | Barcellona      |
| Novara           | 9–1  | Thunerstern     |
| Seconda giornata |      |                 |
| Barcellona       | 5–1  | Novara          |
| Thunerstern      | 3–4  | Liceo La Coruña |
| Terza giornata   |      |                 |
| Novara           | 3–6  | Liceo La Coruña |
| Thunerstern      | 0–10 | Barcellona      |
| Quarta giornata  |      |                 |
| Barcellona       | 2–2  | Liceo La Coruña |
| Thunerstern      | 3–6  | Novara          |
| Quinta giornata  |      |                 |
| Liceo La Coruña  | 11–3 | Thunerstern     |
| Novara           | 1–0  | Barcellona      |
| Sesta giornata   |      |                 |
| Barcellona       | 10–0 | Thunerstern     |
| Liceo La Coruña  | 2–2  | Novara          |

### Final Four
La Final Four della manifestazione si è disputata a Siviglia dal 28 al 29 aprile 2001.

#### Tabellone
|  | Semifinali      | Semifinali      | Semifinali      |                 |            | Finale             | Finale             | Finale             |  |
|  |                 |                 |                 |                 |            |                    |                    |                    |  |
|  | Barcelos        | Barcelos        | 4 (1)           |                 |            |                    |                    |                    |  |
|  | Barcelos        | Barcelos        | 4 (1)           |                 |            |                    |                    |                    |  |
|  | Barcellona      | Barcellona      | 4 (2)           |                 |            |                    |                    |                    |  |
|  | Barcellona      | Barcellona      | 4 (2)           |                 | Barcellona | Barcellona         | 4                  |                    |  |
|  |                 |                 |                 |                 | Barcellona | Barcellona         | 4                  |                    |  |
|  |                 |                 | Liceo La Coruña | Liceo La Coruña | 2          |                    |                    |                    |  |
|  | Liceo La Coruña | Liceo La Coruña | Liceo La Coruña | Liceo La Coruña | 2          | 3 (1)              |                    |                    |  |
|  | Liceo La Coruña | Liceo La Coruña |                 |                 |            | 3 (1)              |                    |                    |  |
|  | Benfica         | Benfica         | 3 (0)           |                 |            | Finale 3º/4º posto | Finale 3º/4º posto | Finale 3º/4º posto |  |
|  | Benfica         | Benfica         | 3 (0)           |                 |            |                    |                    |                    |  |
|  |                 |                 |                 |                 |            |                    |                    |                    |  |
|  |                 |                 |                 |                 |            | Barcelos           | Barcelos           | 6                  |  |
|  |                 |                 |                 |                 |            | Barcelos           | Barcelos           | 6                  |  |
|  |                 |                 |                 |                 |            | Benfica            | Benfica            | 2                  |  |

#### Semifinali
| Siviglia 28 aprile 2001                | Barcelos       | 4 – 4 (d.t.s.) | Barcellona | Palacio San Pablo |
| \| \| \| \| \| \| Shootout 1 – 2 \| \| |                |                |            |                   |
|                                        |                |                |            |                   |
|                                        | Shootout 1 – 2 |                |            |                   |

| Siviglia 28 aprile 2001                | Liceo La Coruña | 3 – 3 (d.t.s.) | Benfica | Palacio San Pablo |
| \| \| \| \| \| \| Shootout 1 – 0 \| \| |                 |                |         |                   |
|                                        |                 |                |         |                   |
|                                        | Shootout 1 – 0  |                |         |                   |

#### Finale 3º / 4º posto
| Siviglia 29 aprile 2001 | Barcelos | 6 – 2 | Benfica | Palacio San Pablo |

#### Finale 1º / 2º posto
| Siviglia 29 aprile 2001 | Barcellona | 4 – 2 (d.t.s.) | Liceo La Coruña | Palacio San Pablo |